# Караван (річка)
Караван, Балка Велика Оріхова — річка в Україні у Совєтському районі міста Макіївки Донецької області. Права притока річки Кринки (басейн Азовського моря). У XX столітті на річці існували газгольдер, газова свердловина, працююча шахта та терикони.

## Опис
Довжина балки приблизно 7,89 км, найкоротша відстань між витоком і гирлом — 6,95  км, коефіцієнт звивистості річки — 1,13 . Формується декількома балками та загатами.

## Розташування
Бере початок у Совєтському районі міста Макіївки. Тече переважно на північний схід через селище Лісне і у селищі Нижня Кринка впадає у річку Кринку, праву притоку річки Міусу.
Населені пункти вздовж берегової смуги: Оріхове, Велике Оріхове.